# Mehrproduktunternehmen
Mehrproduktunternehmen sind in der Betriebswirtschaftslehre Unternehmen, die mindestens zwei Produkte oder Dienstleistungen zeitgleich in eigener Produktion herstellen. Gegensatz sind die Einproduktunternehmen.

## Allgemeines
Mehrproduktunternehmen können chemisch/physikalisch/technisch bedingt sein wie bei der Kuppelproduktion, wo neben dem Hauptprodukt (etwa Motorenbenzin in Raffinerien, Gas in Gaswerken) zwangsläufig auch Nebenprodukte (leichtes Heizöl bzw. Koks und Teer) anfallen. Es gibt jedoch auch freiwillig organisierte Mehrproduktunternehmen, die wie Henkel Wasch- und Reinigungsmittel, Schönheitspflege und Klebstoffe simultan herstellen. Die Produkte sind produktionstechnisch derart heterogen, dass sie häufig in verschiedenen Fabriken mit unterschiedlichen Produktionsanlagen hergestellt werden. Bei Mehrproduktunternehmen wird aber nicht vorausgesetzt, dass sämtliche Produkte auf einer einzigen Produktionsanlage produziert werden müssen.
Die Produktion in Mehrproduktunternehmen ist dadurch gekennzeichnet, dass – bei sehr heterogenen Produkten/Dienstleistungen – unterschiedliche Produktionsfaktoren simultan zum Einsatz kommen müssen. Bereits der Faktor Werkstoffe muss durch unterschiedliche Arten und Mengeneinheiten von Roh-, Betriebs- und Hilfsstoffen sowie Halb- und Fertigerzeugnissen als Grundlage in die Produktion eingehen, so dass sie „als Ausgangs- und Grundstoffe für die Herstellung von Erzeugnissen zu dienen bestimmt sind, mithin nach der Vornahme von Form- und Substanzänderungen oder nach dem Einbau in die Fertigerzeugnisse Bestandteile der neuen Produkte werden“. Deshalb bedürfen Mehrproduktunternehmen einer besonderen Aufbau- und Ablauforganisation.

## Produktionsprozess
Die Produktion im Mehrproduktunternehmen verläuft als Kuppelproduktion, Sortenfertigung oder Serienfertigung oder einer Mischung hieraus. Werden lediglich unterschiedliche Packungsgrößen (etwa bei Waschmittelpackungen: Kleinpackung, Familienpackung) mit identischen Inhaltsstoffen oder unterschiedliche Konfektionsgrößen (etwa Größen S/M/L bei lediglich einer Herrenhose) hergestellt, handelt es sich um Einproduktunternehmen. Gibt es jedoch unterschiedliche Inhaltsstoffe (bei Waschmitteln: Waschpulver oder Flüssigwaschmittel), handelt es sich um verschiedene Produkte eines Mehrproduktunternehmens.
Werden bei der Automobilfertigung unterschiedliche Fahrzeugmodelle in derselben Produktionsanlage hergestellt, muss die Fließbandfertigung im Rahmen der Arbeitsvorbereitung für jedes Modell umgestellt werden. Die Produktionsstruktur im Automobilbau kann auch als geschlossene Intervall-Algebra verstanden werden, denn die hintereinander liegenden Fertigungsstufen bilden eine sequentielle Materialflussstrecke, wobei die einzelnen Strecken (Intervalle) jeweils durch einen Erfassungspunkt (Zählpunkt) voneinander abgegrenzt werden. Auf Grundlage dieser Struktur kann der gesamte Fertigungsverlauf durch entsprechende Regelkreise geplant und gesteuert werden. Auf diese Weise durchläuft jedes Modell während der Fließfertigung mehrere Fertigungsstufen bis zum Zusammenführen der Karosserie mit dem Motor oder dem kompletten Antriebsstrang – der so genannten „Hochzeit“.
Im Bankwesen sind Universalbanken stets Mehrproduktunternehmen, Spezialbanken dagegen häufig Einproduktunternehmen. Im Versicherungswesen überwiegen die Mehrproduktunternehmen, die mehrere Versicherungsarten anbieten, während die so genannten Monoliner mit nur einer Versicherungsart selten anzutreffen sind. Werden in einem Restaurant mehrere Speisen simultan hergestellt, so liegt in diesem Dienstleistungssektor ebenfalls ein Mehrproduktunternehmen vor.

## Produktionsbeziehungen
Mehrproduktunternehmen gibt es in Form der Parallelproduktion (unverbundene Produktion) oder Verbundproduktion, wobei sich letztere in Alternativproduktion und Kuppelproduktion unterteilt. Im Fall der Parallelproduktion laufen die Produktionsprozesse technisch getrennt voneinander ab, bei der Alternativproduktion konkurrieren die Produkte um gemeinsame freie Produktionskapazitäten.

## Wirtschaftliche Aspekte
Im Rahmen der horizontalen Diversifikation kann das Produktionsprogramm eines Einproduktunternehmens um Produkte erweitert werden, die in einem Zusammenhang mit dem bisherigen Produkt stehen, so dass gleiche Produktionsverfahren, Rohstoffe, Technologien oder Vertriebswege genutzt werden können. Auf diese Weise entsteht aus einem Einprodukt- ein Mehrproduktunternehmen. 
Die Massenproduktion gibt es in Einproduktunternehmen, in Mehrproduktunternehmen findet sie meist als Großserienfertigung statt; in beiden Unternehmensarten ist sie mit hoher Produkthomogenität innerhalb jedes Einzelprodukts verbunden. Innerhalb der Produkte/Dienstleistungen können Interdependenzen in Produktion und Vertrieb bestehen. Zudem erfordern sehr heterogene Produkte unterschiedliche Produktionsverfahren.
Ein weiterer Unterschied besteht darin, dass die Kosten- und Leistungsrechnung in Mehrproduktunternehmen sehr viel schwieriger ist, weil jedes Produkt als Kostenträger individuell betrachtet werden muss. Zudem ist das Gesamtkostenverfahren in Mehrproduktunternehmen weder zum Zwecke der Erfolgsanalyse noch zur Vertriebssteuerung geeignet. Die Fixkosten sind nach dem Kostenzurechnungsprinzip einem einzelnen Produkt nicht zurechenbar. Die Break-even-Analyse muss im Mehrproduktunternehmen entweder mehrdimensional auf Ausbringungskombinationen aller Produkte oder auf einen durchschnittlichen Deckungsbeitrag pro Umsatzerlös (DBU) abgestellt werden. Die Break-even-Analyse kann wie folgt aussehen:
| Produkt | Absatz- menge- (Stück) | Verkaufspreis (€) | Umsatzerlöse (€) | Variable Kosten (€) | Deckungsbeitrag (€) | {\displaystyle {\frac {\text{Deckungsbeitrag}}{\text{Umsatzerlöse}}}} |
| ------- | ---------------------- | ----------------- | ---------------- | ------------------- | ------------------- | --------------------------------------------------------------------- |
| A       | 100.000                | 1,20              | 120.000          | 100.000             | 20.000              | 17 %                                                                  |
| B       | 20.000                 | 7,00              | 140.000          | 60.000              | 80.000              | 57 %                                                                  |
| C       | 30.000                 | 3,00              | 90.000           | 30.000              | 60.000              | 67 %                                                                  |
| D       | 50.000                 | 1,00              | 50.000           | 10.000              | 40.000              | 80 %                                                                  |

Es gibt eine Vielzahl von Absatzvolumen-Kombinationen, die alle zur Gewinnschwelle führen. Die Ermittlung eines Deckungsumsatzes ist dann nur unter der Voraussetzung gleichbleibender mengenmäßiger Zusammensetzung der Umsatzerlöse möglich.
Einproduktunternehmen weisen eine Monostruktur auf, weil sie lediglich ein Produkt oder eine Dienstleistung anbieten. Sie sind nicht oder kaum diversifiziert und sind anfälliger gegen negative Marktentwicklungen. Der Diversifizierungseffekt bei Mehrproduktunternehmen besteht im Vertrieb darin, dass sie ihre Produkte/Dienstleistungen auf mehreren, wirtschaftlich voneinander unabhängigen Absatzmärkten anbieten können und damit ein konjunkturelles (Rezession oder Marktwachstum) oder strukturelles Absatzrisiko (Angebots- oder Bedarfsverschiebung) eher ausgleichen können als Einproduktunternehmen. Mehrproduktunternehmen können Verbundeffekte erzielen, wenn es kostengünstiger ist, mehrere unterschiedliche Produkte in nur einem Unternehmen zu produzieren als in zwei oder mehr voneinander unabhängigen Einproduktunternehmen. Diese Verbundeffekte können zu Kostensenkungen führen, „wenn die Kosten der gemeinsamen Produktion zweier Produkte geringer sind als die einer getrennten Produktion“. Durch Mehrproduktunternehmen kann eine Monopolisierung des Marktes eintreten, wenn eine unbeschränkte horizontale Integration möglich ist.